# Sumpfgraben
Ein Sumpfgraben ist ein historisches, künstlich angelegtes Feuchtbiotop zur Präsentation von Wasser- und Sumpfpflanzen. 
Da bei Feuchtbiotopen Versickerung oder Verdunstung zu einer Verminderung des Wassergehalts führen ist bei einem Sumpfgraben ein ständiger Zufluss erforderlich. Bei Wassermangel wurde der Abfluss mit Hilfe von eingesetzten Schutzbrettern oder kleinen Erddämmen aufgestaut. 
Bei der Bepflanzung wurde darauf geachtet, die Pflanzen standortgerecht entsprechend ihrem Wasserbedarf und entsprechend ihrem Wuchs auszuwählen, beispielsweise Pflanzen mit höheren Stängeln wie Typha, Acorus, Arunde, Sparganium getrennt von Wasserpflanzen. In die Mitte des Sumpfgrabens wurden hochwachsende Gewächse gepflanzt (auch Sträucher zur Beschattung) und an die Ufer die niedrigen, die weniger Feuchtigkeit erfordern. Um die Ausbreitung der Wurzeln zu bremsen, wurden zur Abgrenzung einzelner Gewächse Scheidewände (beispielsweise Brettstücke oder Dachziegel) eingebaut.
Stellen, an denen sich das Wasser nicht ausbreitet, wurden dicht mit Torfmoos, Sphagnum palustre (L.) ausgefüllt, und mit solchen Pflanzen, die in Deutschlands Waldsümpfen zwischen und auf dem Torfmoos wachsen, beispielsweise Ledum palustre, Vaccinium uliginosum, Schollera oxicoccus (Moosbeerscholler), Drosera rotundifolia bepflanzt.